# Micene
(Tucidide, La guerra del Peloponneso, I, 10)
Micene (in greco antico: Μυκῆναι?, Mykēnai o Μυκήνη, Mykēnē) è stata una polis dell'Antica Grecia e attualmente è un sito archeologico, situato nell'Argolide a circa 12 km dal mare e a 9 dalla città di Argo.
Insieme a Tirinto costituisce il complesso denominato "siti archeologici di Micene e Tirinto", inserito nell'elenco dei patrimoni dell'umanità dell'UNESCO.

## Etimologia
L'origine del nome Micene non è greca; non è impensabile ipotizzare che questo insediamento sia stato fondato da popolazioni pre-indeuropee, essendo il sito già occupato dal Neolitico, in particolare durante il periodo elladico.
Secondo la mitologia greca, fu Perseo a fondare la città, il cui nome veniva fatto derivare da μύκης ("fungo") o dalla forma del cappuccio della guaina della spada di Perseo o perché egli avrebbe colto un fungo nel luogo dove poi avrebbe fondato la città.

## Micene nella mitologia e nelle leggende greche
Kerenyi riporta l'esistenza di un mito legato a Micene, figlia di Inaco (a sua volta figlio di Oceano) che avrebbe dato il nome alla città.

### La dinastia perseide

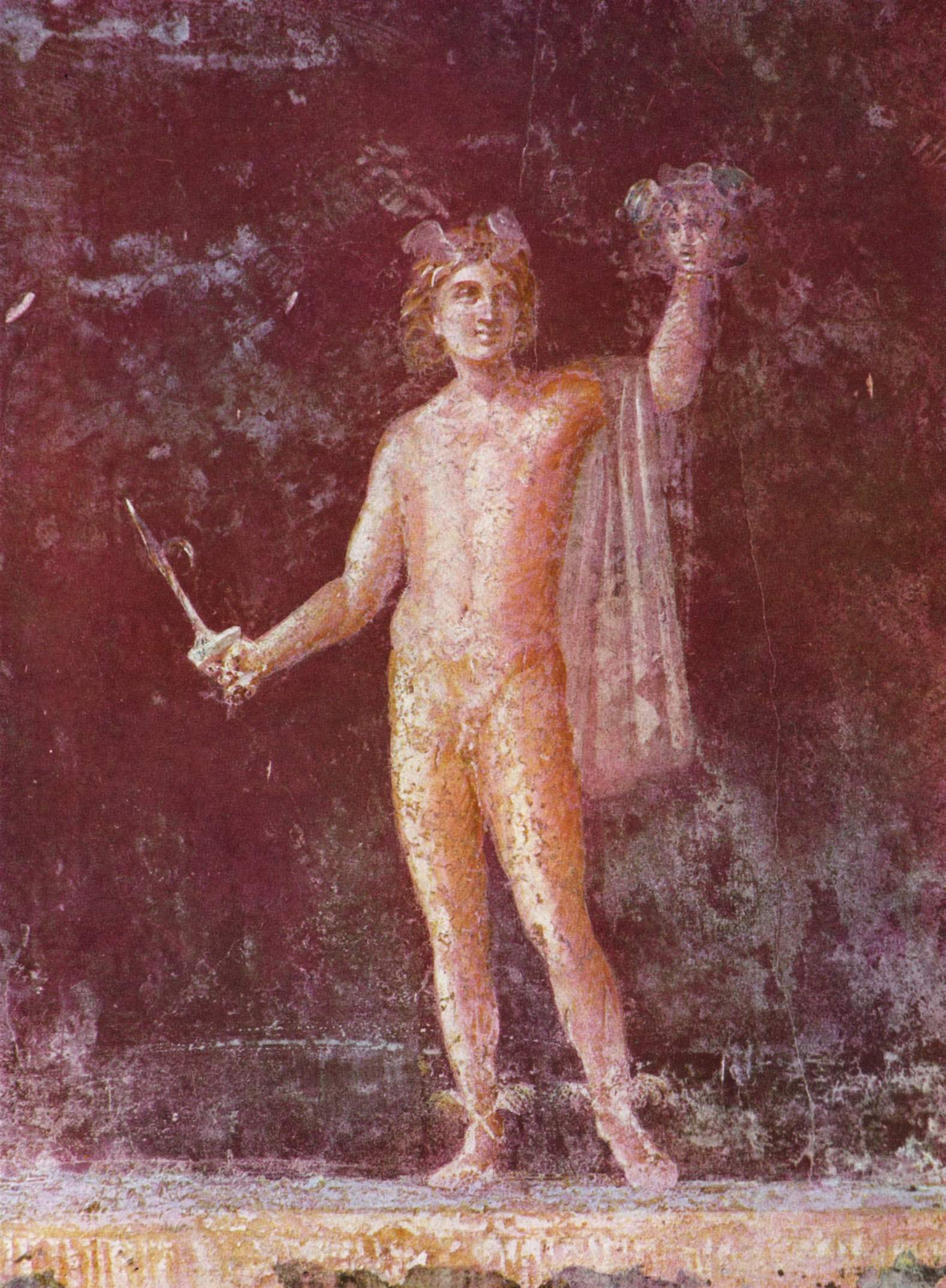
Rappresentazione di Perseo a Pompei

I miti greci classici affermano che Micene fu fondata da Perseo, nipote del re Acrisio da Argo (discendente di Egitto), figlio Danae e il dio Zeus. Dopo aver ucciso suo nonno per caso, Perseo non poteva, o non voleva, ereditare il trono di Argo. Invece organizzò uno scambio di regni con suo cugino, Megapente, e divenne re di Tirinto, mentre Megapente prese Argo. Dopo di ciò, Perseo fondò Micene e governò entrambi i regni contemporaneamente.
Kerenyi riporta due versioni relative alla fondazione di Micene, l'una in cui Perseo, avendo perduto l'estremità della guaina della spada che in greco si chiama mykes decise che avrebbe fondato Micene. Nell'altra l'eroe tormentato dalla sete avrebbe strappato un fungo che in greco si chiama appunto mykes da cui sarebbe scaturita una sorgente decidendo così di fondare la città. La sorgente poi avrebbe alimentato la fonte Perseia.
Perseo sposò Andromeda e ebbe molti figli, ma nel corso del tempo entrò in guerra con Argo e fu ucciso da Megapente. Suo figlio, Elettrione, divenne il secondo della dinastia, ma la successione fu contestata dai Tafi sotto Pterelao, un altro Perseo, che assaltò Micene, perse e si ritirò con il bestiame. Il bestiame venne recuperato da Anfitrione, un nipote di Perseo, ma egli uccise suo zio per caso con un bastone in un incidente e dovette andare in esilio.
Il trono andò a Stenelo, terzo nella dinastia, uno dei figli di Perseo. Egli pose le basi per la futura grandezza della città sposando Nicippe, figlia del re Pelope dell'Elide (che discendeva da Tantalo), lo stato più potente della regione ai tempi. Con lei ebbe un figlio, Euristeo, il quarto e ultimo della dinastia Perseide (anche re di Tirinto). Quando un figlio di Eracle, Illo, uccise Stenelo, Euristeo divenne noto per la sua ostilità a Eracle e per la sua spietata persecuzione contro gli Eraclidi, i discendenti di Eracle.
Questo è il primo di quei famosi figli, che divennero un simbolo dei Dori. Eracle era un Perseide. Dopo la sua morte, Euristeo decise di annientare questi rivali al trono di Micene, ma questi si rifugiarono ad Atene, e nel corso della guerra, Euristeo e tutti i suoi figli furono uccisi. La dinastia Perseide finì e il popolo di Micene pose sul trono lo zio materno di Euristeo, Atreo, un Pelopide.

### La dinastia atride
Il popolo di Micene aveva ricevuto da un oracolo il consiglio di scegliere un nuovo re tra i Pelopidi. I due contendenti erano Atreo e suo fratello, Tieste. Quest'ultimo era stato scelto in un primo momento. In quel momento la natura intervenne e il sole apparve per invertire la direzione posizionandosi ad est. Atreo sosteneva che, poiché il sole aveva invertito il suo percorso, l'elezione di Tieste doveva essere invertita. La discussione fu ascoltata e Atreo divenne re. La sua prima mossa consistette nel perseguire Tieste e tutta la sua famiglia – cioè i suoi parenti – ma Tieste riuscì a fuggire da Micene.
Nella leggenda, Atreo ebbe due figli, Agamennone e Menelao, gli Atreidi. Poi, Egisto, figlio di Tieste uccise Atreo e restaurò Tieste sul trono. Con l'aiuto del re Tindaro di Sparta, gli Atreidi mandarono di nuovo in esilio Tieste. Tindaro aveva due figlie, Elena e Clitennestra, che Menelao e Agamennone sposarono. Agamennone ereditò Micene e Menelao divenne re di Sparta, governando in questo modo gran parte del Peloponneso.
Presto, Elena fuggì con Paride di Troia. Agamennone condusse una guerra di 10 anni contro Troia per riportare Elena a suo fratello. A causa della mancanza di vento, le navi da guerra non potevano salpare per Troia. Per compiacere gli dei in modo che potessero far soffiare il vento, Agamennone sacrificò sua figlia Ifigenia. Secondo alcune versioni della leggenda, la dea della caccia Artemide la sostituì all'ultimo momento con un cervo sull'altare, e portò Ifigenia in Tauride (vedere Ifigenia di Euripide). Le divinità, essendo state soddisfatte da tale sacrificio, soffiarono i venti e la flotta greca partì.

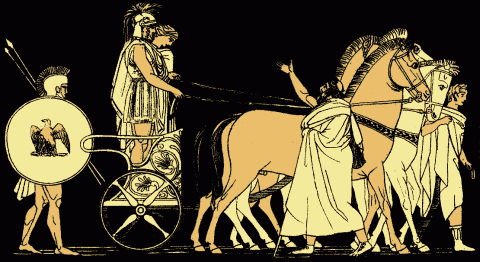
Il ritorno di Agamennone

La leggenda ci dice che la lunga e ardua guerra di Troia, sebbene nominalmente fu una vittoria greca, portò l'anarchia, la pirateria e la rovina; già prima che la flotta greca salpasse per Troia, il conflitto aveva diviso anche gli dei, e questo aveva contribuito a maledizioni e atti di vendetta seguendo molti degli eroi greci. Finita la guerra, Agamennone, al suo ritorno, fu salutato regalmente con un tappeto rosso tirato fuori per lui, ma subito dopo ucciso nella sua vasca da bagno dalla moglie Clitennestra, che lo odiava per aver ordinato il sacrificio della figlia Ifigenia (anche se la vita di quest'ultima era stata salvata). Clitennestra fu aiutata nel suo crimine da Egisto, che regnò in seguito, ma Oreste, figlio di Agamennone, fu portato di nascosto nella Focide. Tornò quindi da adulto per uccidere Clitennestra ed Egisto. Poi fuggì ad Atene per sfuggire alla giustizia e al matricidio, divenendo pazzo. Nel frattempo, il trono di Micene andò ad Alete, figlio di Egisto, ma non per molto. Recuperato, Oreste tornò a Micene per ucciderlo e prendere il trono.

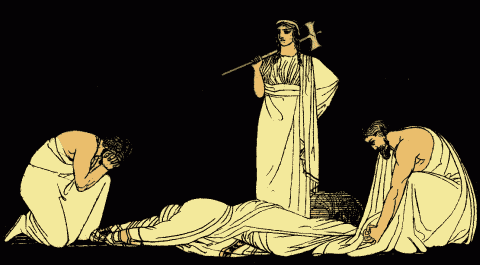
La morte di Agamennone

Oreste costruì lo stato più grande nel Peloponneso, ma morì in Arcadia da un morso di serpente. Suo figlio, Tisameno, l'ultimo della dinastia degli Atreidi, fu ucciso dagli Eraclidi al loro ritorno al Peloponneso. Essi rivendicarono il diritto dei Perseidi di ereditare i vari regni del Peloponneso e gettarne le sorti per il loro dominio. Qualunque siano state le verità storiche riflesse in queste storie, gli Atreidi sono fermamente ambientati nell'epoca prossima alla fine dell'Età Eroica, che portò all'arrivo dei Dori. Non ci sono storie consolidate di una casa reale a Micene dopo gli Atreidi, e ciò potrebbe evidenziare il fatto che non più di cinquanta o sessanta anni sembrano aver separato la caduta di Troia VII (la probabile ispirazione della Troia Omerica) e la caduta di Micene.

### Storicità della narrazione mitica
I Perseidi sarebbero stati al potere verso il 1380 a.C., sulla datazione di alcune statue di Kom el-Heitan in Egitto che registravano l'itinerario di un'ambasciata egiziana nell'Egeo al tempo di Amenhotep III (1391-1353 a.C. o 1388-1351 a.C.). M-w-k-i-n-u (fonetico "Mukanuh"?) Era una delle città visitate, un raro primo documento del nome di Micene. Era una delle città del tj-n3-jj ("Tinay"?), Gli omerici Danai sono stati nominati, nel mito, dopo Danao, che suggerisce che i Perseidi fossero in effetti in una sorta di dominio.
Anche nel XIV secolo a.C., gli Ahhiya (Achei) cominciarono a essere fastidiosi per numerosi re dell'Impero ittita. Ahhiyawa o Ahhiya, che compare poche decine di volte nelle tavolette ittite nel corso del secolo, è probabilmente Achaiwia, ricostruzione del greco miceneo per l'Acaia. Gli Ittiti non usarono "Danaja" come facevano gli egiziani, anche se il primo riferimento Ahhiya nella "Accusa di Madduwatta" precede la corrispondenza tra Amenhotep III e uno dei successori di Madduwatta ad Arzawa, Tarhuna-Radu. La TE IIIA esterna: le fonti dell'era 1, tuttavia, concordano nella loro omissione di un grande re o altra struttura unificante dietro Ahhiya e il Tinay.
Ad esempio, nella "Accusa di Madduwatta", Attarsiya, il "sovrano di Ahhiya", attacca Madduwatta e lo caccia dalla sua terra. Ottiene rifugio e assistenza militare dal re Tudhaliya degli Ittiti. Dopo la morte di quest'ultimo e nel regno di suo figlio, Arnuwanda, Madduwatta si alleò con Attarissiya e loro, insieme ad un altro governatore, attaccarono Alasiya, cioè Cipro.
Questo è l'unico caso conosciuto di un uomo chiamato Attarissiya. I tentativi di collegare questo nome agli Atrei non hanno trovato ampio supporto, né esistono prove di un potente Pelopide di nome Atreo di quei tempi.
Durante TE IIIA2, Ahhiya, ora noto come Ahhiyawa, estese la sua influenza su Mileto, stabilendosi sulla costa dell'Anatolia, e gareggiò con gli Ittiti per l'influenza e il controllo nell'Anatolia occidentale. Per esempio, Arzawa di Uhha-Ziti e attraverso di lui la terra del fiume Seha di Manapa-Tarhunta. Pur stabilendo la credibilità dei greci micenei come potere storico, questi documenti creano tanti problemi quanti ne risolvono.
Allo stesso modo, un re ittita scrisse la cosiddetta lettera di Tawagalawa al Grande Re di Ahhiyawa, riguardante le depredazioni dell'avventuriero di Luwiyan, Piyama-Radu. Nessuno dei nomi dei grandi re è dichiarato; il re ittita poteva essere Muwatalli II o suo fratello Hattusili III, che perlomeno riporta la lettera del TE IIIB secondo gli standard micenei. Ma né l'Atreo né l'Agamennone della leggenda hanno fratelli chiamati Etewoclewes (Eteocle?); questo nome, piuttosto, è associato a Tebe, che durante il precedente periodo TE IIIA Amenhotep III aveva visto uguale a Micene.

## Storia

### I micenei
La mitologia greca è molto ricca di leggende riguardo alla città di Micene (come, per esempio, quelle legate agli Atreidi), sintomatiche dell'importanza che questa città rivestì sulla Grecia dell'età del bronzo (nel mito, la cosiddetta "età dell'oro" o "età degli eroi"), anche se questi miti sono in parte contraddittori e assai poco utili per chiarire la vera storia della città.
I miti non si riferiscono però alla città preistorica, ma a quella dell'età del bronzo, da cui provengono la maggior parte delle rovine attualmente visitabili.
Infatti, il sito preistorico e protostorico di Micene fu presto occupato da una nuova popolazione, probabilmente proveniente dalla parte nord-orientale dei Balcani o dall'Anatolia, di origine indoeuropea e di lingua affine al greco classico, che occupò progressivamente tutta la Grecia continentale e buona parte di quella insulare. Proprio per l'importanza, testimoniata anche a livello mitologico, della città di Micene all'interno di questa nuova civiltà, essa viene definita civiltà micenea, dominando su buona parte della Grecia tra il 2000 e il 1200 a.C. Questa stessa civiltà poi soppiantò anche la precedente civiltà minoica con cui aveva contatti sicuri.
La civiltà micenea prende dunque il nome dall'omonima città, ma oltre che con Micenei ci si rivolge ad essi anche con il sinonimo di Achei, nome con cui nell'età della Grecia classica ci si riferiva, tra l'altro, ad un dialetto (che manteneva particolarità e contatti con la lingua arcaica greca) e ad una parte della popolazione greca stanziata su buona parte del Peloponneso.

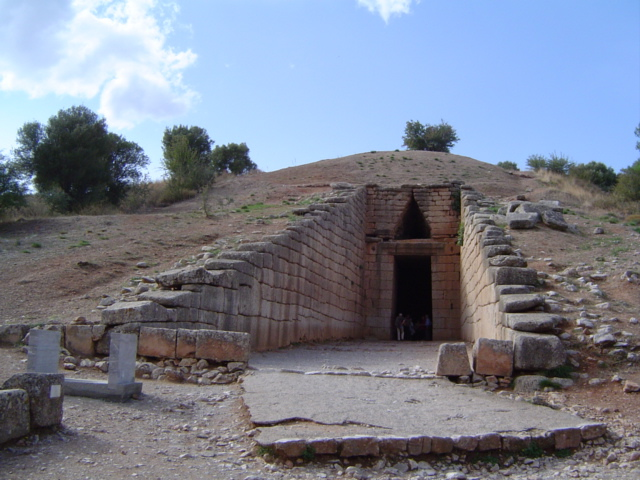
Tomba monumentale, cosiddetta tomba di Atreo

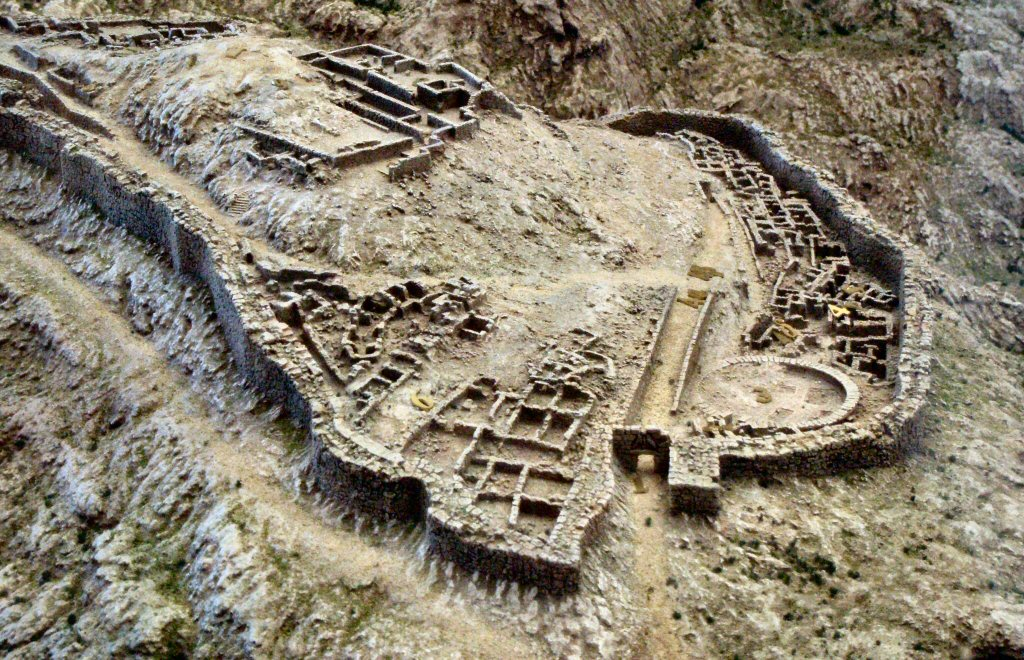
Modello di Micene

Durante la civiltà micenea, la città di Micene era un importante centro politico-economico-militare a carattere regionale, o forse anche sovra-regionale, con evidenti e massicce fortificazioni (di cui è rimasta ben conservata la cittadella), un importante palazzo e una serie di complesse tombe in cui personalità di riguardo erano sepolte con ricchi corredi.
La città all'epoca era probabilmente molto più estesa della cittadella, ma pochi resti sono rimasti della città bassa, probabilmente poco fortificata e costruita con abitazioni deperibili. Al suo apice, nel 1350 a.C. circa, la cittadella e la città bassa di Micene contava circa 30 000 abitanti e si estendeva su un'area di 32 ettari.
È possibile che i micenei avessero rapporti con gli antichi egizi, questo basato sul ritrovamento di un cartiglio della regina Tiy, moglie di Amenhotep III, negli interni della città. Inoltre nei documenti egizi compare il nome m-w-k-i-n-u (traslitterato da alcuni come *Mukana).
Dal Neolitico inoltre l'Epiro era popolato da marinai lungo la costa e da pastori e cacciatori dei Balcani sud-occidentali che portavano con sé la lingua proto-greca. Queste persone seppellivano i loro capi in grandi tumuli contenenti tombe a pozzo. Camere funerarie simili furono successivamente utilizzate dalla civiltà micenea, suggerendo che i fondatori di Micene potrebbero provenire dall'Epiro e dall'Albania centrale. L'Epiro stesso rimase culturalmente arretrato durante questo periodo, ma resti micenei sono stati trovati in due santuari religiosi di grande antichità nella regione: l'Oracolo dei Morti sul fiume Acheronte, familiare agli eroi dell'Odissea di Omero, e l'Oracolo di Zeus a Dodona, a cui Achille pregò nell'Iliade.
In sintesi quindi, Micene era la città più potente e ricca della civiltà micenea, il suo centro politico e che aveva un'influenza su tutta la Grecia, oltre che grandi relazioni commerciali con popoli vicini.

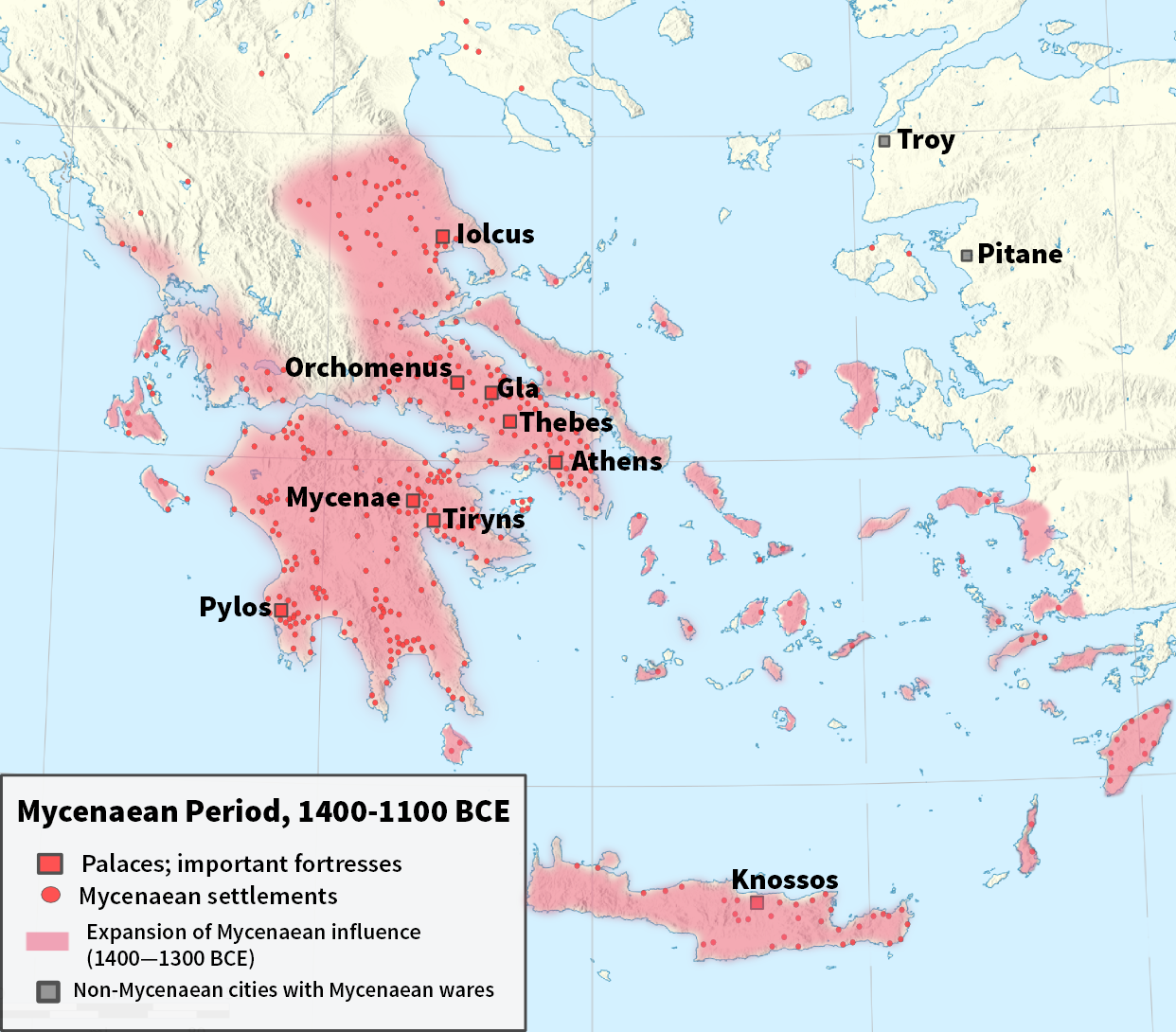
Estensione della civiltà micenea al suo culmine.

### Declino
Tra il 1200 e il 1100 a.C. la Grecia fu attraversata da una fortissima crisi nota come collasso dell'età del bronzo, contemporaneamente all'invasione dei Dori e dei popoli del Mare (Mediterraneo-Egeo), che provocò la totale scomparsa della scrittura, la distruzione della maggior parte delle città (inclusa Micene, che subì almeno un importante incendio) e una drastica diminuzione della popolazione e della ricchezza.
Appare più che probabile una distruzione violenta della maggior parte della città di Micene entro la fine del XII secolo a.C., sebbene non esistano prove inconfutabili, e siano ipotizzabili sia attacchi violenti di popolazioni straniere (come i Dori o i Popoli del Mare) sia guerre civili fratricide, come testimoniato in chiave mitologica dal mito di Oreste.
Popolazioni di ceppo dorico si stanziarono nelle rovine della città, ricostruendola o, meglio, costruendo sopra le rovine achee. Micene, a differenza di altri importanti centri micenei (come Atene, Argo, Corinto) non tornò ad essere un centro importante e si mantenne come piccola polis, anche se fu comunque abitata permanentemente a differenza di centri come Tirinto o il palazzo di Nestore, che scomparvero.

### Dall'epoca classica a quella romana e gli scavi
Partecipò con dei contingenti alle guerre persiane, ma nel 468 a.C. fu presa da Argo che cacciò gli abitanti e distrusse le fortificazioni. Brevemente rioccupata in età ellenistica, durante l'età romana era ormai ridotta ad un piccolo borgo spopolato, o almeno questo è quanto riporta Pausania il Periegeta nel II secolo d.C., che ne descrive le fortificazioni e la porta dei Leoni.
Le rovine furono riscoperte nel XIX secolo e completamente riportate alla luce da Heinrich Schliemann tra il 1874 e il 1876, fu dichiarata patrimonio dell'umanità assieme alla vicina Tirinto nel 1999.
A circa un chilometro e mezzo dal sito archeologico esiste l'insediamento moderno di Micene (Mykines) con circa 4000 abitanti.

## Archeologia
Gli scavi archeologici furono avviati da Kyriakos Pittakis nel 1841 che scoprì e restaurò la porta dei Leoni. Nel 1874 e nel 1876 Heinrich Schliemann, colui che ritrovò grazie alla descrizione dei poemi omerici la città che si pensa essere Troia, riprese gli scavi. Furono scoperte le tombe di alcuni re di Micene, insieme ai corredi funebri come la maschera di Agamennone. Ulteriori analisi hanno stabilito che questi gioielli risalgono ai secoli XVI e XII a.C.
La città aveva una acropoli di forma triangolare, sulla quale sono rinvenibili la celebre porta dei Leoni, la tomba di Agamennone e il palazzo reale.
Di seguito le zone e gli oggetti più rilevanti ritrovati:
- l'acropoli di Micene, che pose le basi per quelle delle polis greche seguenti[20]
- il Circolo A, necropoli reale in cui sono stati rinvenuti i seguenti manufatti:
  - la maschera di Agamennone
  - il rhyton di argento, un tipo di contenitore votivo
  - la coppa di Nestore, da non confondere con l'omonimo artefatto
- il Circolo B, necropoli minore composta di numerosi thòlos e in cui si possono trovare:
  - la tomba di Egisto
  - il tesoro di Atreo
  - la tomba di Clitemnestra
- la Porta dei Leoni, l'entrata principale della città
- le mura poligonali e altre fortificazioni della città
- il mégaron

Fra gli oggetti qui rinvenuti, sono da ricordare anche sigilli, ceramiche, spade, pugnali, coppe, vasi, scarabei, gioielli e tavolette con iscrizioni in Lineare B.

### Galleria d'immagini

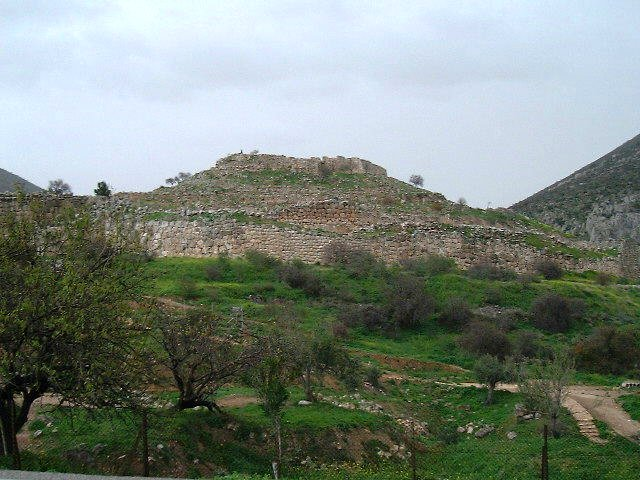
Acropoli di Micene
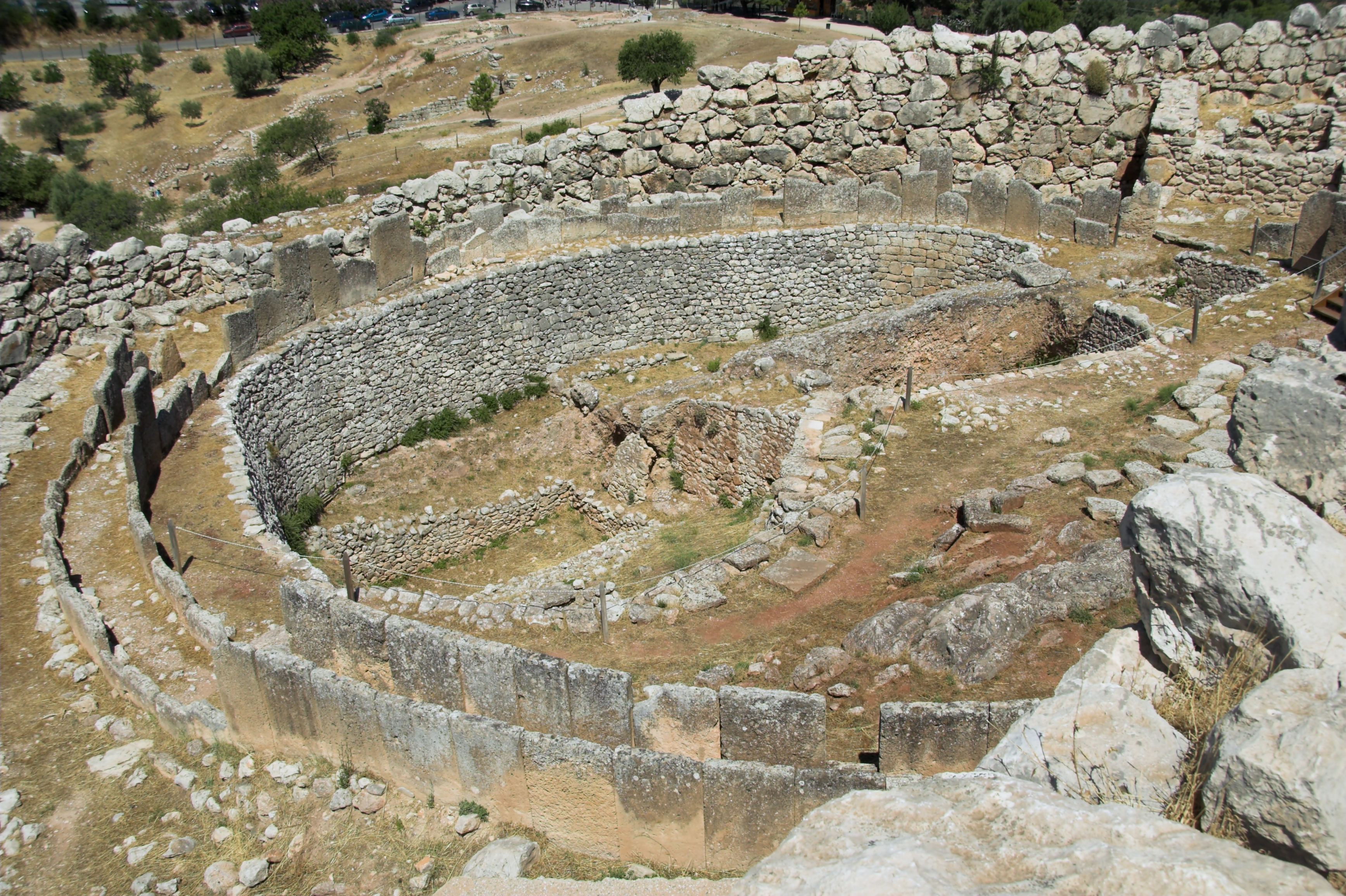
Circolo A
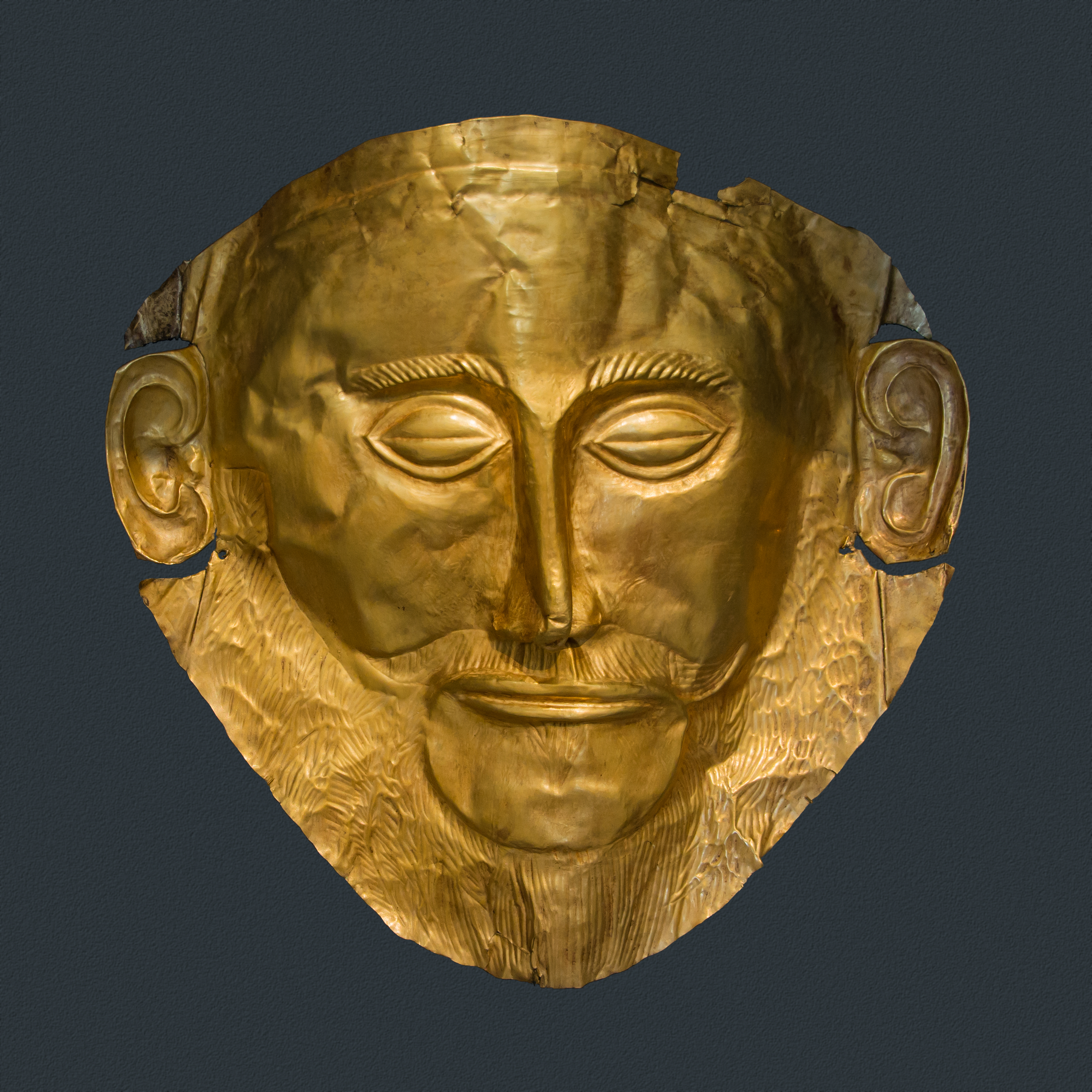
Maschera di Agamennone
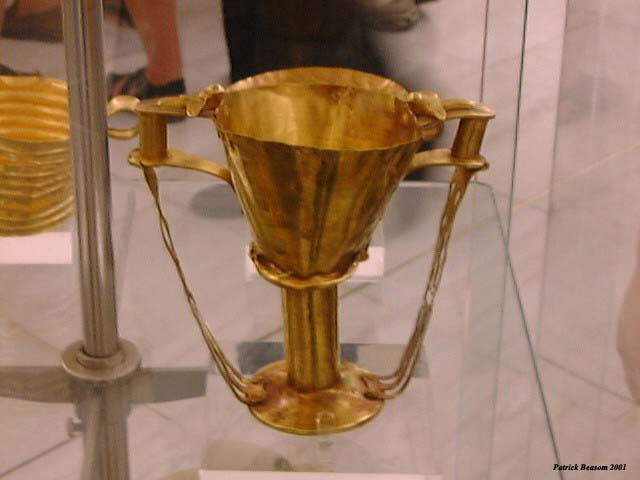
Coppa di Nestore
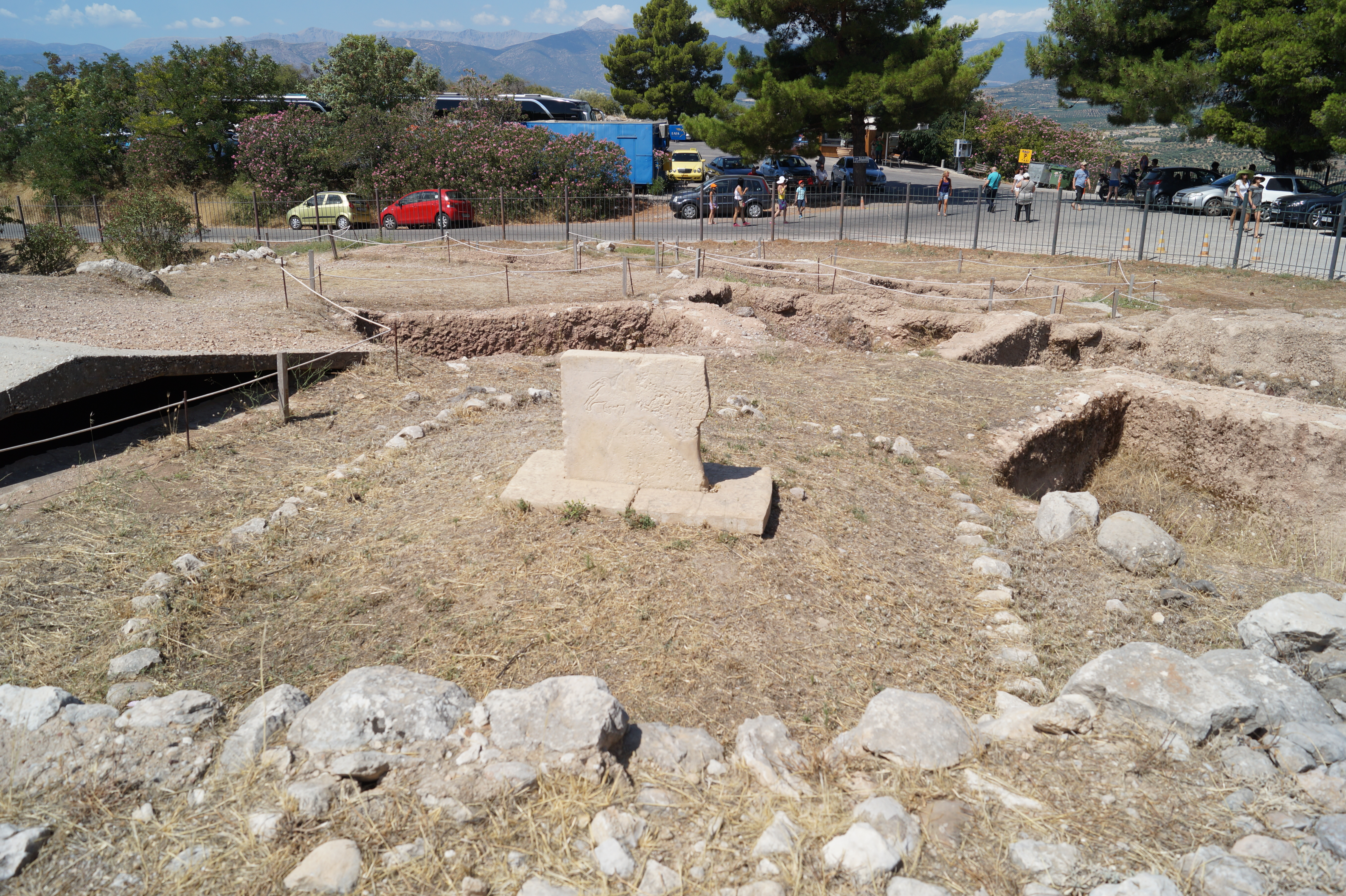
Circolo B
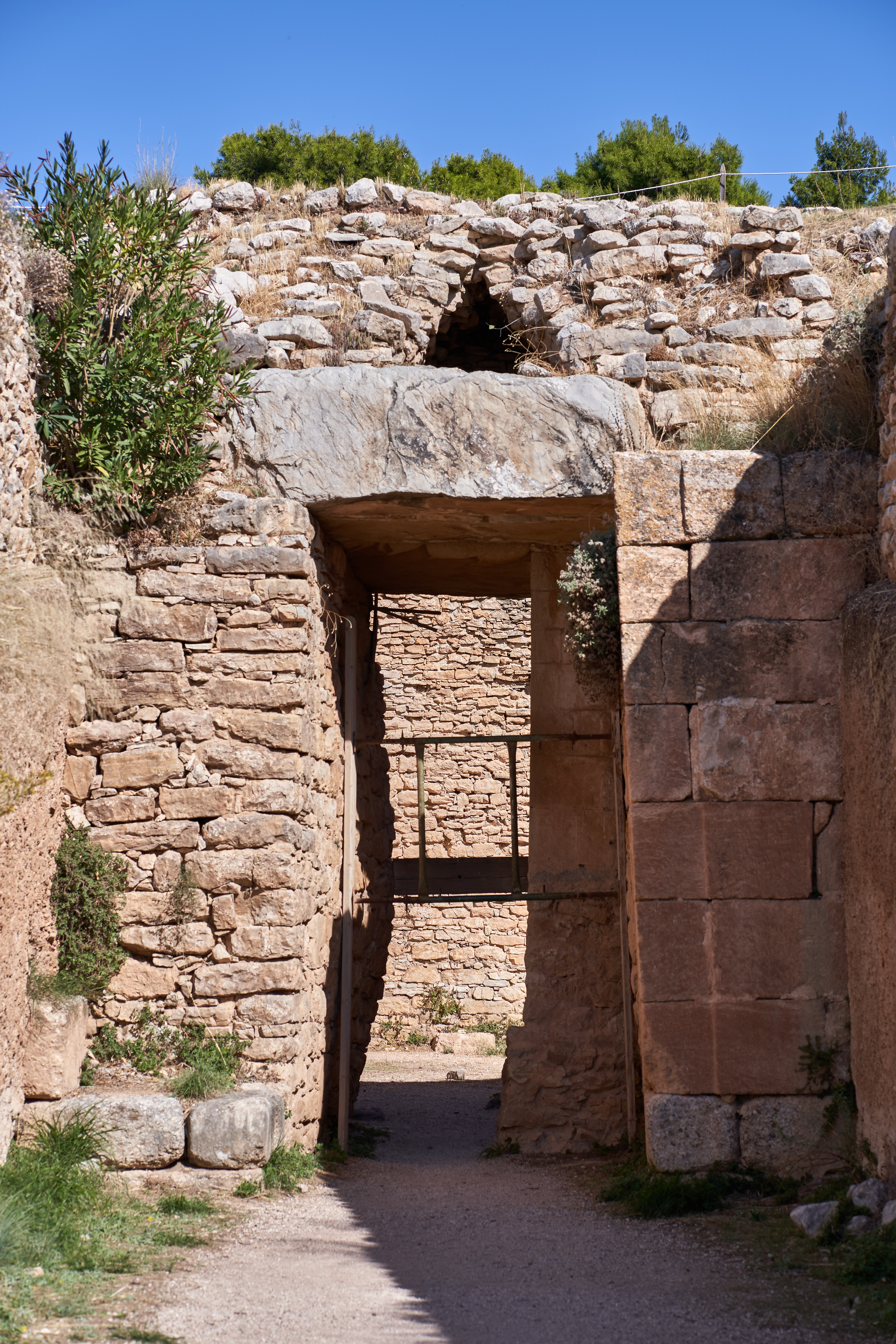
Tomba di Egisto
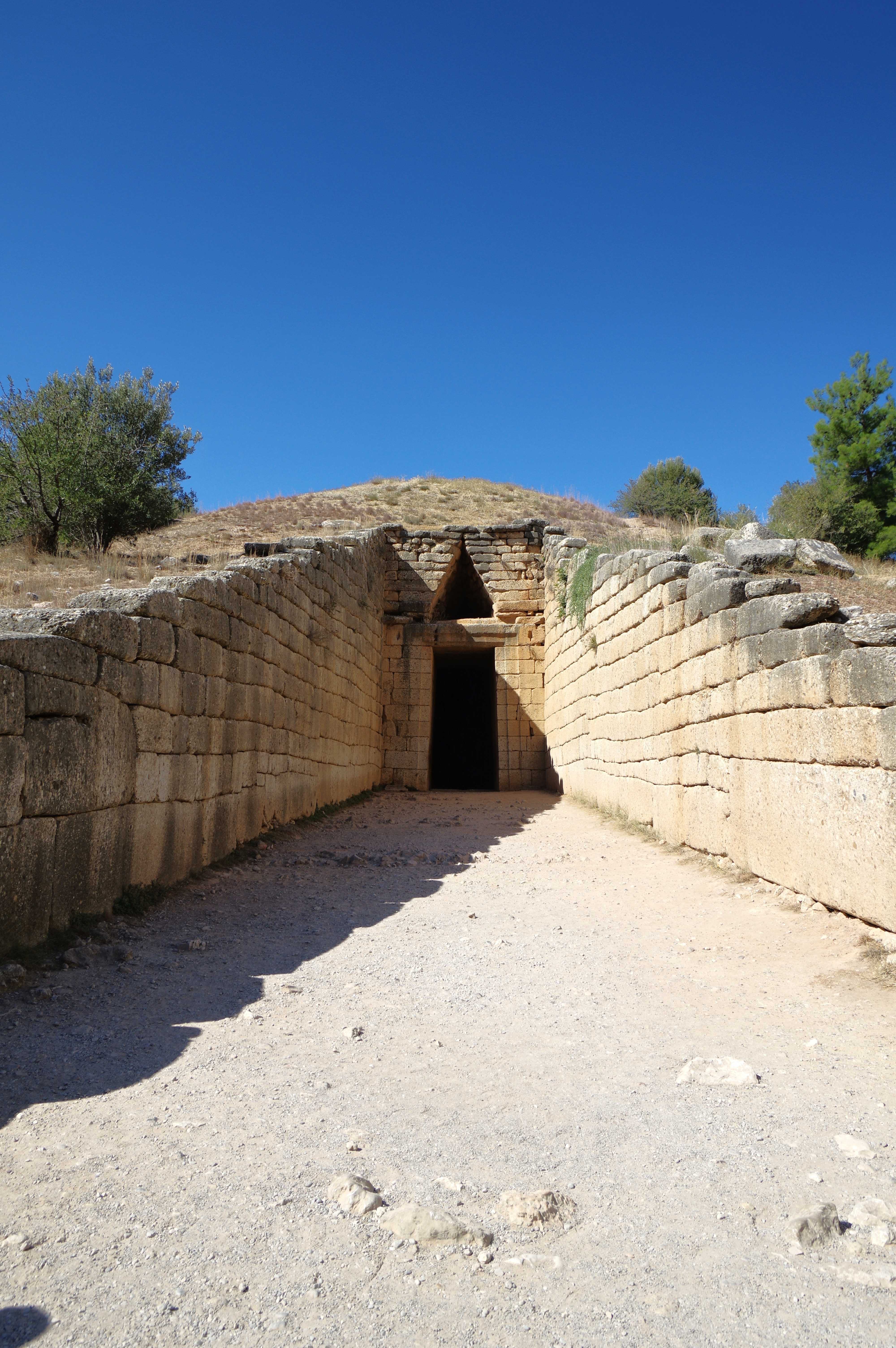
Tesoro di Atreo
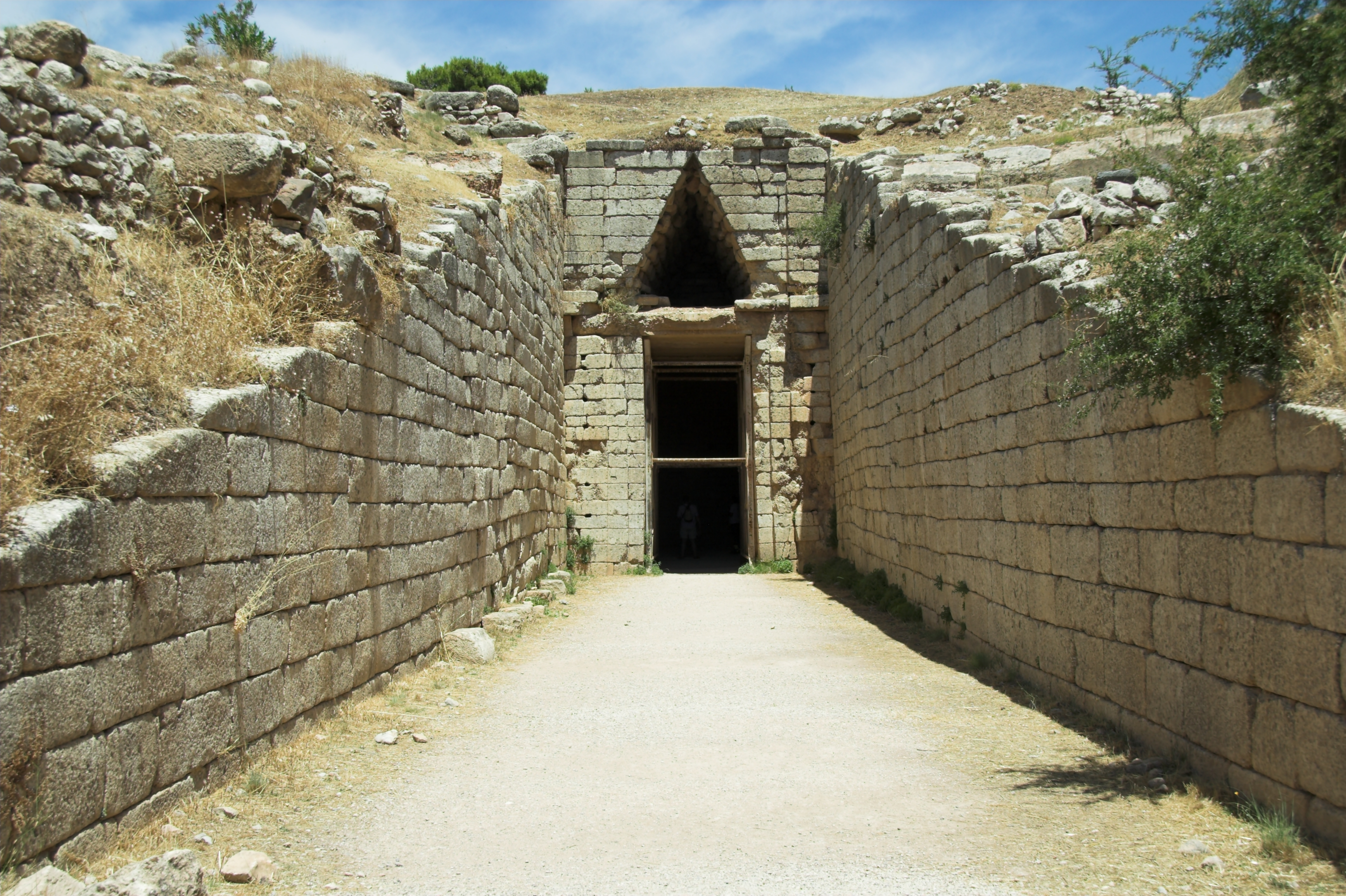
Tomba di Clitemnestra
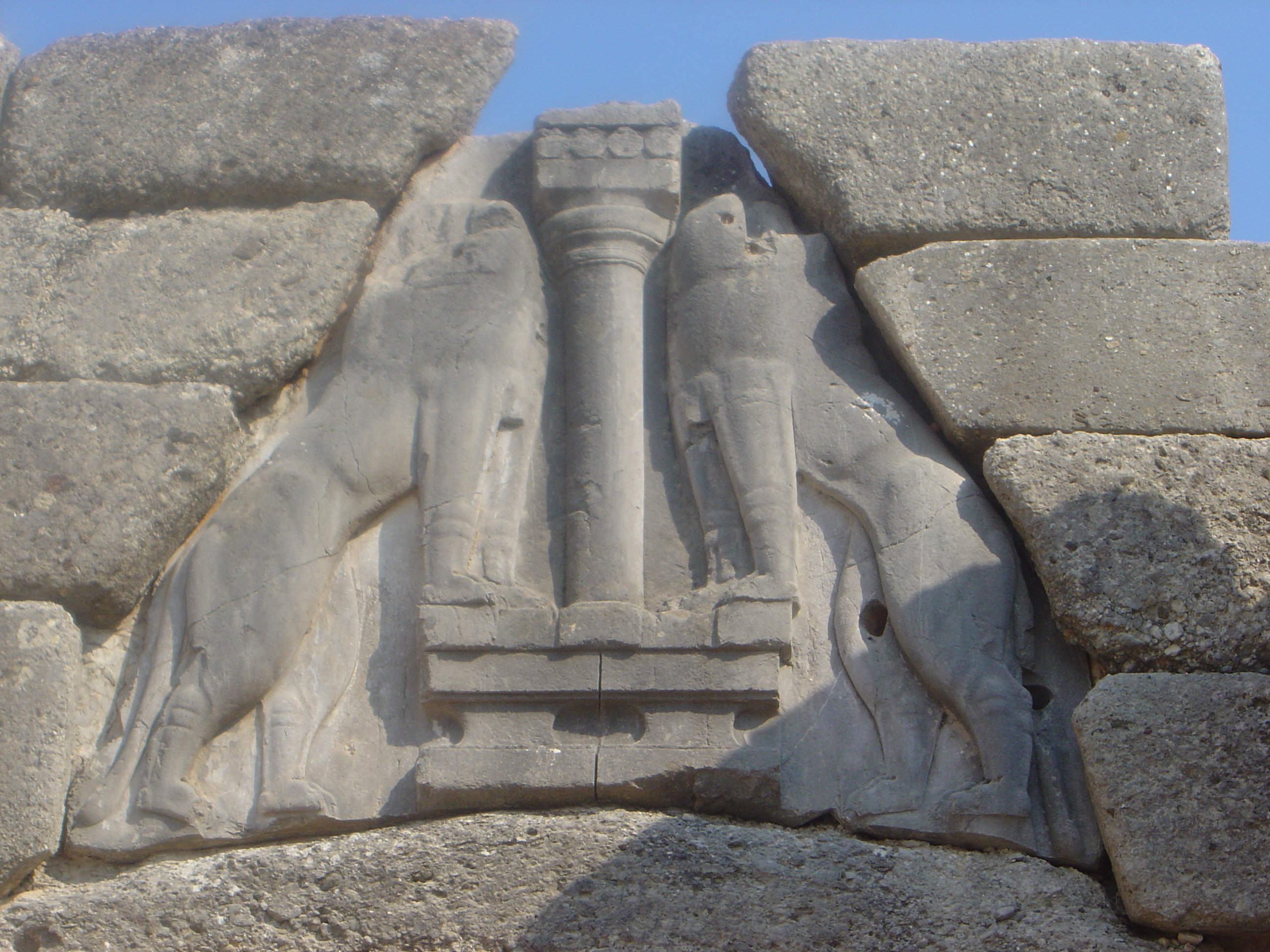
Porta dei Leoni
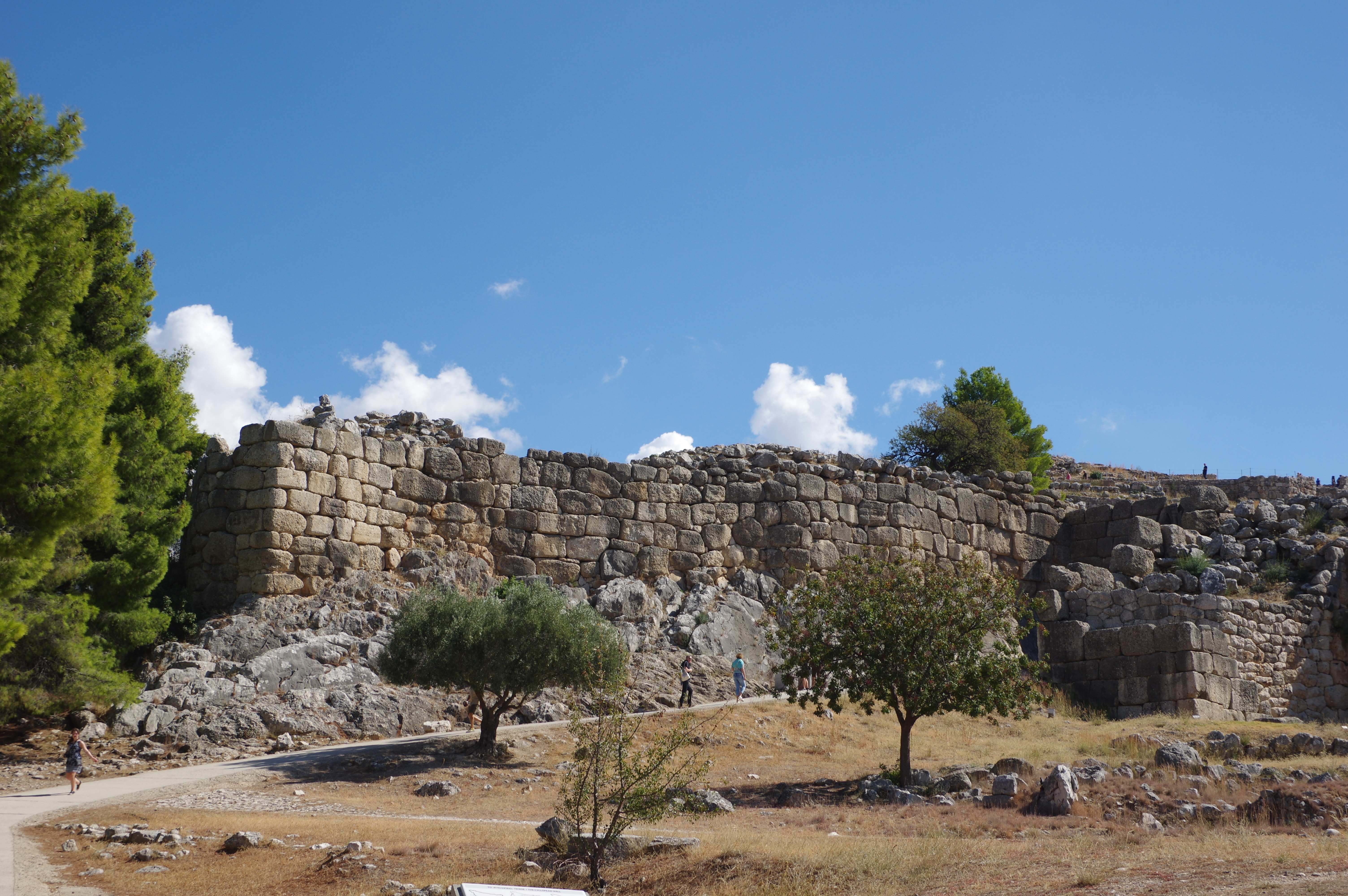
Fortificazioni
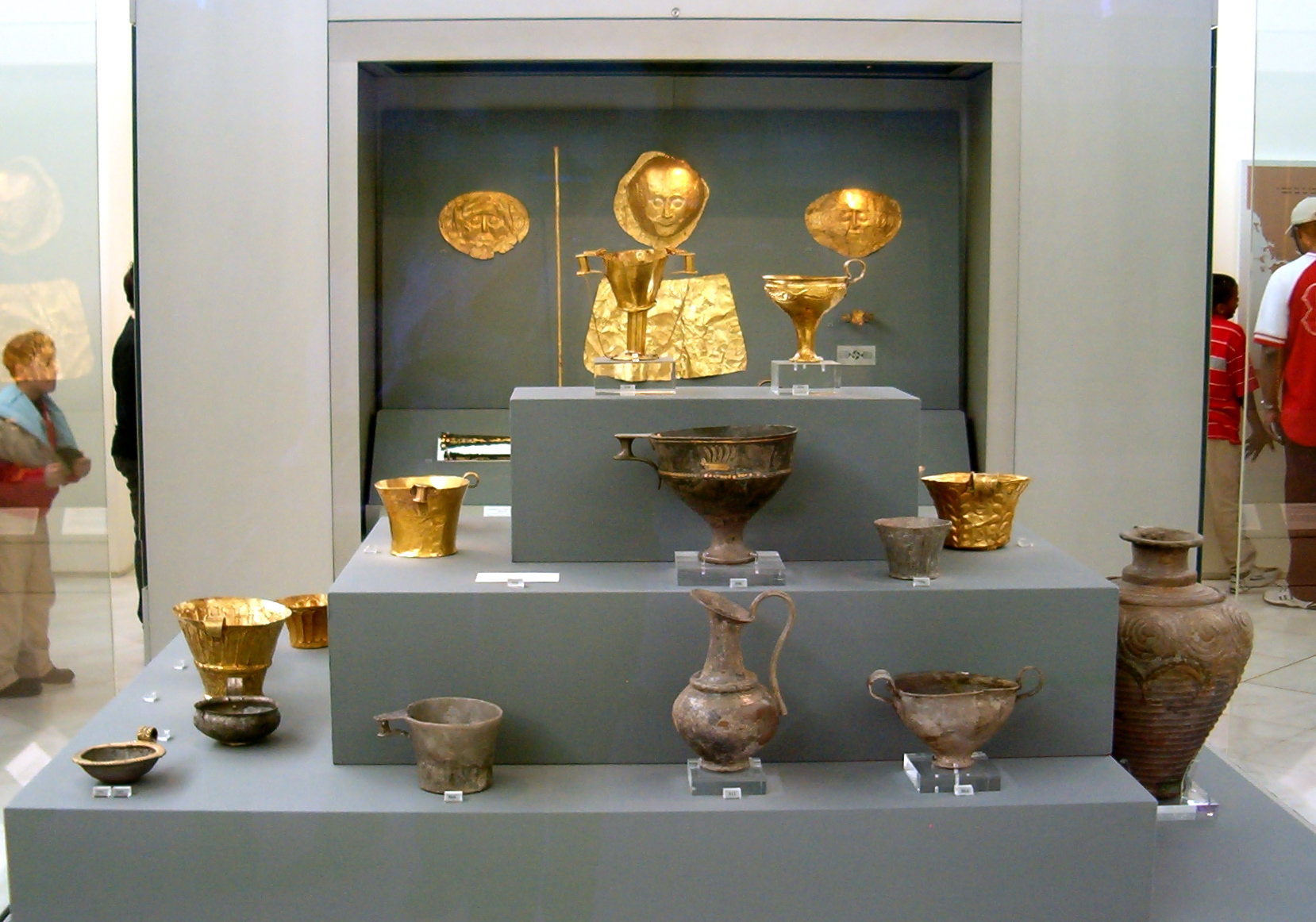
Una parte del tesoro ritrovato nelle tombe dei re di Micene (Museo archeologico nazionale di Atene)